# Egmont (Beethoven)
Egmont op. 84 è una musica di scena scritta da Ludwig van Beethoven per l'opera omonima di Johann Wolfgang von Goethe.
È stata composta fra l'ottobre 1809 e il giugno 1810 ed è stata eseguita per la prima volta il 15 giugno 1810. È costituita da una ouverture e da nove pezzi indipendenti per soprano e orchestra sinfonica. Composta su commissione del Teatro Imperiale di Vienna, Beethoven la scrisse soprattutto per il suo interesse al dramma di Goethe il cui soggetto, fondato sull'amore per la libertà, spinse il compositore a dedicarsi con passione alla stesura.

## Soggetto
Soggetto dell'opera è l'eroica storia del conte di Egmont, che fu decapitato dagli spagnoli a Bruxelles nel 1568, sacrificando la propria vita per manifestare il suo attaccamento alla patria olandese in occasione della repressione spagnola attuata dal duca d'Alba nel 1568.
L'eroismo ed il sacrificio del conte sono messi bene in rilievo dalla musica di Beethoven, che è stata elogiata da Hoffmann e da Goethe stesso, il quale ha affermato che Beethoven ha espresso le sue intenzioni con una genialità notevole.

## Struttura
Le sezioni dell'opera sono:

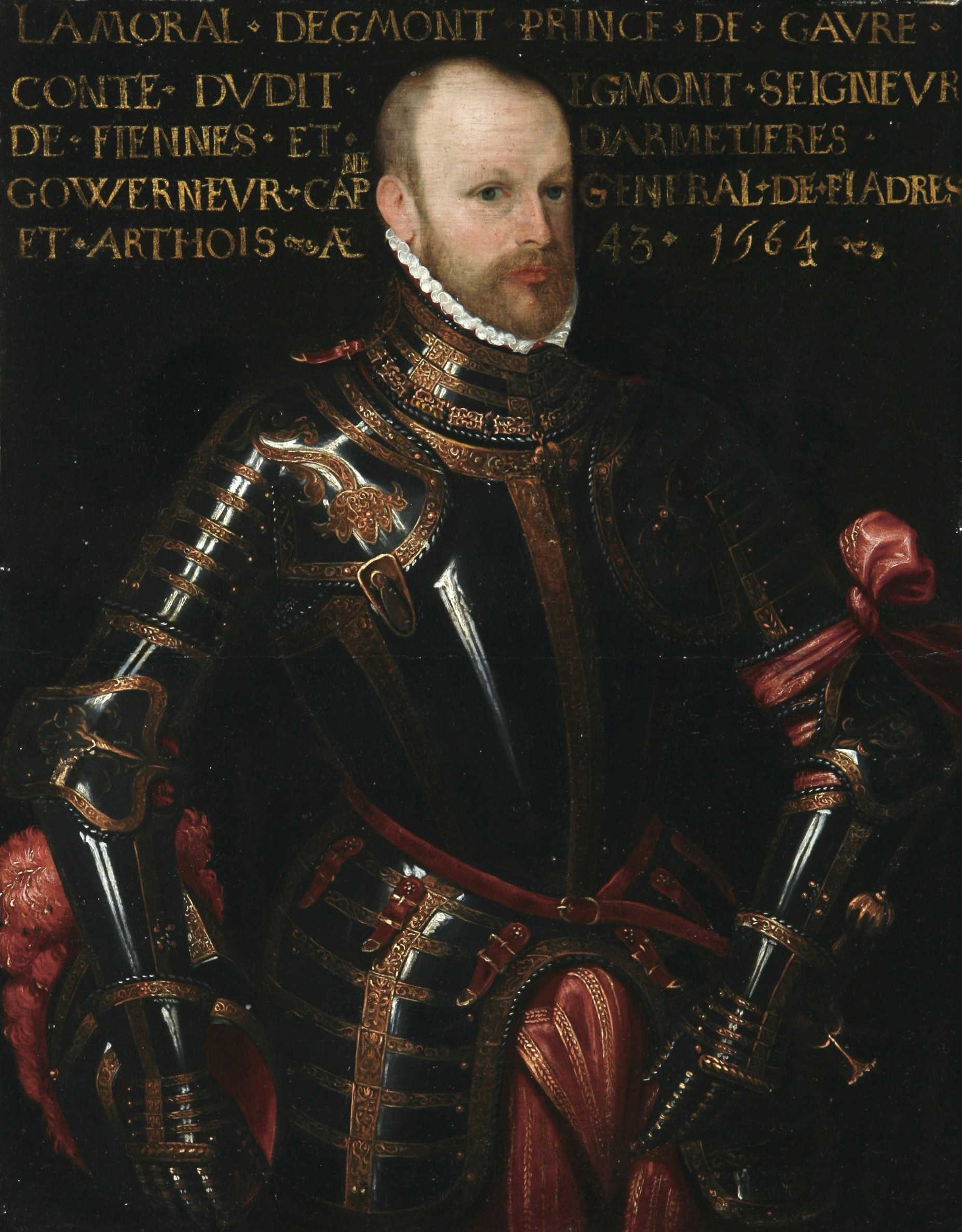
Lamoral di Egmont, il condottiero fiammingo che ha ispirato l'opera di Goethe

1. Ouverture. Sostenuto, ma non troppo - Allegro
2. Lied: "Die Trommel gerühret". Vivace
3. Intermezzo. Andante
4. Intermezzo. Larghetto
5. Lied: "Freudvoll und Leidvoll", Andante con moto
6. Intermezzo. Allegro - Marcia
7. Intermezzo. Poco sostenuto e risoluto
8. Morte di Klärchen. Larghetto
9. Monologo di Egmont: "Süßer Schlaf". Poco sostenuto
10. Siegessymphonie (Sinfonia di vittoria). Allegro con brio

L'ouverture è potente ed espressiva, come l'Ouverture Coriolano, e presenta qualche somiglianza con la quinta sinfonia pubblicata due anni prima. Oltre all'ouverture, sono molto conosciuti i lieder Die Trommel gerühret, Freudvoll und Leidvoll e la Mort de Klärchen.

## Organico
Soprano, voce recitante maschile; orchestra composta da: ottavino, due flauti, due oboi, due clarinetti, due fagotti, quattro corni, due trombe, timpani, archi